# موزه فیلم ریگا

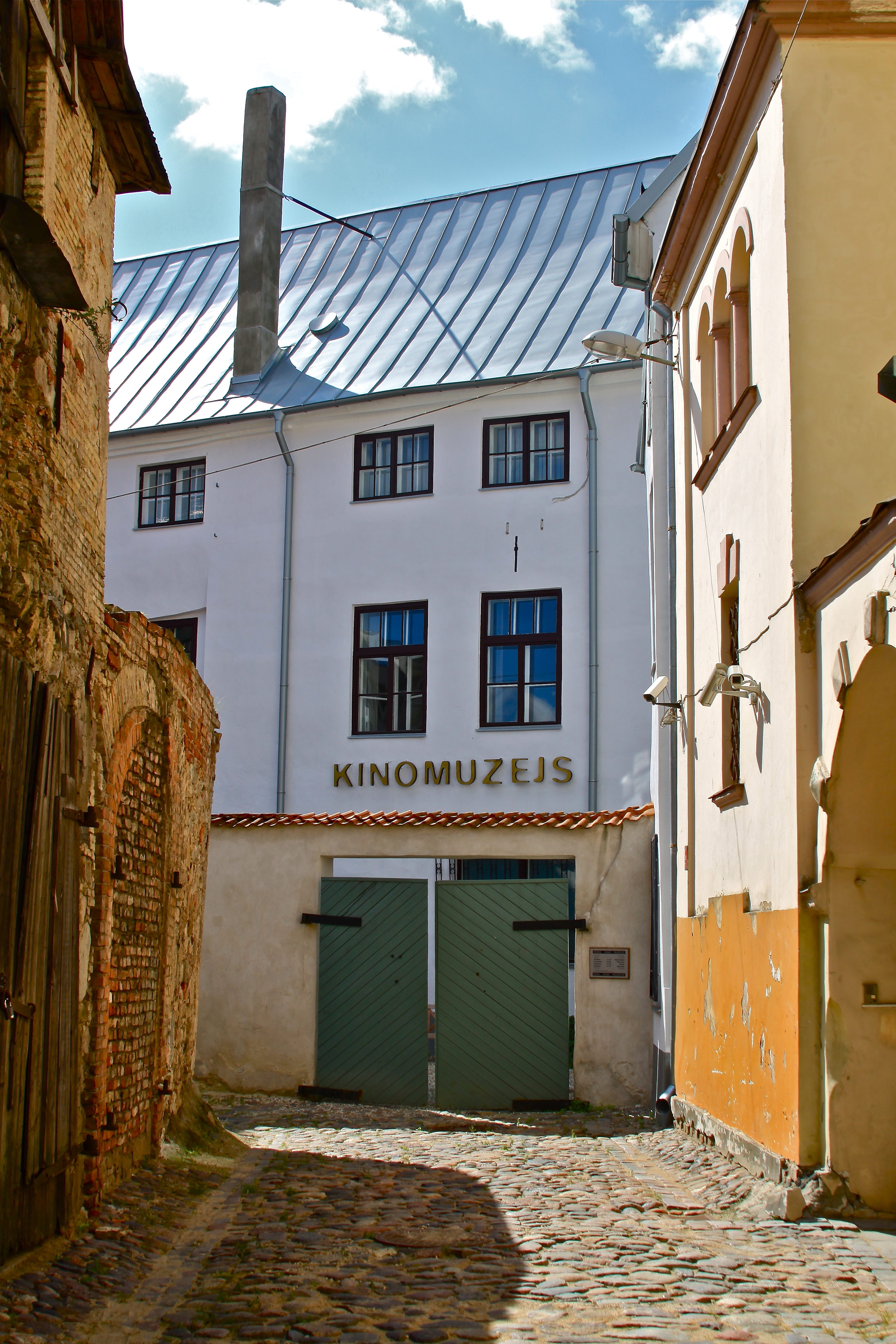
موزه فیلم ریگا

موزه فیلم ریگا تنها موزه بدین گونه در لتونی است. این موزه نمایش‌های گوناگونی که جنبه‌های مختلفی از هنر سینما، بازیگران و تاریخچهٔ فیلم را نشان می‌دهد. این موزه در سال ۱۹۸۸ بنیان‌گذاری شد و در دو ساختمان قرار دارد.